# 温泉若おかみの殺人推理
『温泉若おかみの殺人推理』（おんせんわかおかみのさつじんすいり）は、テレビ朝日系で1994年から2019年まで放送されていたテレビドラマシリーズ。製作はテレビ朝日と大映テレビ。主演は東ちづる。
放送枠は「土曜ワイド劇場」（第1作 - 第29作）、「日曜プライム」（第30作）。

## 概要・特色
温泉地で起こった殺人事件を旅館の若女将が解決してゆく。
当初は『温泉若おかみの旅情殺人推理』（第4作のみ『湯の町旅情殺人事件』）というタイトルであったが、第8作より現在のタイトルになる。
基本的には旅館経営者である大女将（夫は既に故人）・その息子である若旦那・その嫁である若女将（主人公）を中心にストーリーが展開される。
作品ごとに舞台となる温泉地の旅館が実名で登場するが、設定は実際の当該旅館経営者の家族関係とは無関係である。自宅や居住部分でのシーンも旅館内の客室を模様替えして居室に見立てて撮影している。
シリーズものではあるが、各作品ごとに世界観は独立しており連続性もないため、永らくレギュラー出演者の役名は固定されず設定のみを継承している形であった。第15作より、若女将は中川美奈・若旦那が中川有作・大女将が中川政子・警部が殿山警部という名前に固定され、第22作からは若旦那が中川新太郎に変更となった（若旦那は当初は旅館を継ぐ前提の番頭という設定であったが、第8作より警察官となり、作品時点では地元所轄署の刑事で、発生した殺人事件の捜査を担当する設定になっている）。
2019年、第30作をもって完結した。

## 登場人物

### 若女将
大島智子
- 滝沢華江（第1作）
- 品川雪江（第2作）
- 早瀬琴江（第3作）

東ちづる
- 宇佐見夏江（第4作）
- 三田村五月（第5作）
- 生駒千夏（第6作）
- 朝倉あかね（第7作）
- 小野寺朝子（第8作）
- 松崎奈美（第9作）
- 相沢由美（第10作）
- 中山美雪（第11作）
- 花村アキ（第12作）
- 中川美奈（第13作・第15作 - ）（高校生：磯貝奈美〈第23作〉）
- 上村沙江子（第14作）

### 若旦那
山口良一
- 滝沢善一（第1作）

金田明夫
- 品川幸一（第2作）
- 早瀬信一（第3作）

渡辺いっけい
- 宇佐見拓也（第4作）
- 三田村孝平（第5作）
- 生駒秀夫（第6作）

梨本謙次郎
- 朝倉洋平（第7作）

松村雄基
- 小野寺恭平（第8作）

船越英一郎
- 松崎良平（第9作）

布施博
- 相沢周平（第10作）

中村梅雀
- 中山京平（第11作）
- 花村平吉（第12作）
- 中川竜介（第13作）
- 上村有作（第14作）
- 中川有作（第15作 - 第21作）（中学生：横田凌祐〈第15作〉）

羽場裕一
- 中川新太郎（第22作 - ）

### 大女将
南田洋子
- 滝沢さくら（第1作）
- 品川梅子（第2作）
- 早瀬菊代（第3作）

岡田茉莉子
- 宇佐見松代（第4作）
- 三田村貴代（第5作）
- 生駒弘子（第6作）
- 朝倉貴子（第7作）
- 小野寺貴代（第8作）
- 松崎時子（第9作）
- 相沢政子（第10作）
- 中山高子（第11作）
- 花村政子（第12作）
- 中川清子（第13作）
- 上村道子（第14作）
- 中川政子（第15作 - ）

### 家族
- 中川登 - 浅沼晋平[2]（第13作）[注 4]

大女将の夫。福井中央大学古生物学研究室の名誉教授。考古学教授。故人。
- 中川由紀子 - 芳本美代子[3]（第30作）

新太郎の妹で政子の娘。弁護士。老人ホーム経営「クラシックステージ」の顧問弁護士。

### 仲居
- 小百合（仲居頭） - 山村紅葉[注 5]（第15作 - ）
- 梅子（仲居） - 久保田磨希[注 6][4]（第17作 - 第22作）
- 桃子（仲居） - 小林千晴（第25作 - 第28作）

### 警察関係者
- 殿山[注 7][5]（警部） - 前田吟（第15作）、若林豪（第16作 - ）
- 亀田（刑事） - 篠田光亮（第24作 - 第26作）

### ゲスト
第1作 - 第10作 / 第11作 - 第20作 / 第21作 - 第30作

#### 第1作 - 第10作（1994年 - 2002年）
第1作「山陰・城崎〜女3人死体連れ」（1994年）
- 塩月都子（シングルマザー） - 南條玲子
- 小泉珠美 - 加納みゆき
- 及川（刑事） - 秋野太作
- 小泉明夫（珠美の夫・婿養子） - 内田直哉
- 田中富子（城崎温泉「ホテルブルーきのさき」仲居頭） - 石井トミコ
- 大森加奈子（キャリアウーマン） - 藤吉久美子
- 中川和枝（中川の妻） - 松井紀美江
- 中川一男 - 浅見小四郎
- 刑事 - 江連健司
- テレビレポーター - ペコちゃん

第2作「九州 別府〜血の池地獄に死体の忘れ物！」（1995年）
- 海老沢百合（鶴川の秘書） - 谷川みゆき
- 大崎夏子（品川雪江の姪） - 前田つばさ
- 上野秀子（別府温泉「ホテルあしや」仲居頭） - 阿知波悟美
- 鶴川文造（文芸評論家） - 草野裕
- 刑事 - 福田健次
- 北沢宏治 - 長谷川初範
- 目黒（別府南警察署 刑事） - 左とん平

第3作「北陸金沢〜山中温泉 謎の女は死体でチェックアウト」（1995年）
- 大山武司（大山の長男） - 五代高之
- 伊藤早苗（元ホステス） - 伊藤麻衣子
- 伊藤百合（早苗の妹・旅行会社勤務） - 白島靖代
- 渡辺芳子（山中温泉「河鹿荘ロイヤルホテル」仲居頭） - 阿知波悟美
- 磯貝（山中東警察署 刑事係長） - 山本紀彦
- 島崎道子（山中温泉「河鹿荘ロイヤルホテル」仲居） - 中村綾
- 太田源治（山中温泉「河鹿荘ロイヤルホテル」板前） - 河原さぶ
- 田島哲夫（大山グループ 会長秘書） - 新藤栄作
- 大山信武（大山グループ 会長） - 渥美國泰

第4作「みちのく飯坂温泉 若女将が見た誘拐の意外な結末！」（1996年）
- 一ノ瀬真弓（浩太郎の娘） - 高樹澪
- 一ノ瀬浩太郎（一ノ瀬興業 社長） - 高松英郎
- 榊原（飯坂警察署 刑事） - 岡本信人
- 岩木典子（飯坂温泉「望雲閣」仲居頭） - 根岸季衣
- 富永竜治 - 藤堂新二
- 若林孝雄（明の運転手） - 菊池孝典
- 一ノ瀬明（真弓の夫・婿養子） - 草川祐馬
- 吉川ルミ子 - 須部浩美
- 諸井洋一（真弓の元恋人） - 須藤正裕
- 刑事 - 江連健司、豊泉由樹緒
- 米沢（飯坂警察署 刑事） - 奥村利治

第5作「北海道〜登別の怪しい心中死体！夜の地獄谷で殺しの待ち合わせ…」（1996年）
- 奥野奈美（皆子の娘・裕二の妻） - 余貴美子
- 奥野裕二（奥野女学園 副理事長・婿養子） - 南条弘二
- 丸山ツネ子（登別温泉「ホテルまほろば」仲居頭） - 根岸季衣
- 奥野皆子（奥野女学園 理事長） - 絵沢萠子
- 藤咲綾子（旅行会社勤務） - 石倭裕子
- 早川亮（奥野女学園 事務長） - 山本紀彦
- 杉浦（刑事） - 出光元
- 岸本（奥野女学園 教師） - 酒井敏也
- サチコ（登別温泉「ホテルまほろば」仲居） - 樋口しげり
- 刑事 - 江連健司
- 滝沢秀男（サチコの兄・牧場の獣医） - 勝野洋

第6作「長崎 島原 普賢岳 宿泊客の中に真犯人がいる！死体が嘘をついた理由」（1997年）
- 柴田紀子（しのぶの妹・テニスクラブのメンバー） - 大寶智子
- 宮本百合（モデル・テニスクラブのメンバー） - 中島宏海
- 岩木トメ代（島原温泉「南風楼」仲居頭） - 根岸季衣
- 中田徹（紀子の恋人・テニスクラブのコーチ） - 竹本孝之
- 笹塚明子（島原温泉「南風楼」仲居） - 島崎和歌子
- 田代（長崎県島原警察署 警部） - 久富惟晴
- 前村次郎（島原温泉「南風楼」板前・明子の恋人） - 櫻庭博道
- アサコ（テニスクラブのメンバー） - 安達香代子
- リエ（テニスクラブのメンバー） - 歌川椎子
- 山川洋司（カメラマン） - 羽場裕一
- ゲン（島原温泉「南風楼」板前） - 宮部昭夫
- 刑事 - 長克巳
- ミツコ（指宿市の旅館の仲居） - 佳島由季
- しのぶ（指宿市の旅館の仲居・故人） - 弥生みつき
- 原田（長崎県島原警察署 警部） - 小森達也

第7作「能登半島 披露宴から消えた花嫁の死体が！」（1998年）
- 宮原幸子（和倉温泉「のと楽」仲居） - 岩崎良美
- 五十嵐政紀（小笠原の秘書） - 筧利夫
- 小笠原嘉一郎（政治家） - 山本耕一
- 小笠原麗子（小笠原の娘） - 星遙子
- 鈴木ヨネコ（和倉温泉「のと楽」仲居頭） - 根岸季衣
- 村上秀男（菓子職人） - 五森大輔
- 朝倉洋平の友人 - 竹内康裕
- 刑事 - 矢神新太郎
- 吉田（麗子の婚約者） - 伊藤智之
- 塩崎稔（幸子の元夫） - 又野彰夫
- 日下部（七尾警察署 刑事） - 渡辺哲
- 竹中善吉 - 桂小金治

第8作「不倫の汚名をきせられて…琵琶湖クルーザーに女の密室死体」（2000年）
- 星川英治（画家） - 萩原流行
- 柳沢隆志（真理の夫・画家） - 大橋吾郎
- 星川純子（星川の妻） - 永光基乃
- 中村ヨリコ（「琵琶湖グランドホテル」仲居頭） - 広岡由里子
- 望月（大津警察署 刑事課長） - 遠藤征慈
- 奥田信行（朋江の夫・画家） - 宮崎達也
- 柳沢真理（画商） - 渡辺真起子
- 奥田朋江（保険のセールスレディー・真理の大学時代の友人） - 吉宮君子
- ナオ（「琵琶湖グランドホテル」従業員） - 石坂夕子
- 小林（刑事） - 河野清人

第9作「〜四国琴平温泉〜時価一億円の茶器が招くトリプル殺人！復讐？不倫？瀬戸大橋に第三の真犯人が…」（2000年）
- 吉川加那（吉川の養女） - 国生さゆり
- 鈴木ミズエ（琴平温泉「紅梅亭」仲居頭） - 阿知波悟美
- 老主人 - 桂小金治
- スミ子（琴平温泉「紅梅亭」仲居） - 松下恵
- 岡村（刑事） - 荒木しげる
- 川合征一（美術品ブローカー） - 立川三貴
- 滝沢克次（陶芸家） - 水上竜士
- 木藤久志（尚美堂 主人） - 秋間登
- 金本俊樹（連続強盗犯） - 菅原加織
- 琴平北警察署 刑事課長 - 山口嘉三
- 上条忠夫（大学教授・婿養子） - 若林豪
- 上条房子（上条の妻） - 中尾貴美子
- 島内の妻 - 和田幾子
- 小谷（尚美堂 職人） - 市原清彦
- 島内（時計屋の主人） - 加賀谷純一
- 加那の実父 - 長沢政義
- 看護婦 - 鮎川まゆみ
- 司会者 - 佐藤充宏
- 吉川正太郎（四国美術倶楽部 会長・美術品店「風木堂」経営者） - 長門裕之

第10作「下呂温泉〜飛騨高山 失踪した宿泊客 雪山の白骨死体が三重完全犯罪をあばく…！真犯人に50%の罠を」（2002年）
- 戸川恵子（行夫の妹） - 片岡京子
- 才賀真木（才賀の娘） - 大寳智子
- マツ子（下呂温泉「水明館」仲居頭） - 阿知波悟美
- タエ子（下呂温泉「水明館」仲居） - 榊原めぐみ
- 才賀力造（才賀林業 社長） - 山形恵介
- 桐野彩（桐野の後妻） - 辻沢杏子
- 桐野努（桐野と前妻の息子・家具職人） - 渡祐志
- 北村正也（桐野の秘書） - 重田尚彦
- 岡本（下呂警察署 警部） - 草野裕
- 佐山（才賀林業 社員） - 鈴木優介
- 才賀林業 社員 - 石田博英、望月栄希
- 歴史資料館 館長 - 松村彦次郎
- 岐阜県知事 - 阿部六郎
- シンポジウムの司会者 - 金井節
- 戸川行夫（動物写真家・行方不明） - 竜川剛
- 桐野誠一（岐阜県議会議員・桐野建設 社長） - 寺田農

#### 第11作 - 第20作（2002年 - 2009年）
第11作「加賀山代温泉〜東尋坊 永平寺に殺意の哀歌 密室トリックが解く影笛の謎」（2002年）
- 及川路子（加賀山代温泉「ホテル百万石」仲居） - 戸田麻衣子
- タケ子（加賀山代温泉「ホテル百万石」仲居頭） - 宇津宮雅代
- スミ子（加賀山代温泉「ホテル百万石」仲居） - 榊原めぐみ
- 水星次郎（推理小説作家） - 中原丈雄
- 高木清澄（推理小説作家） - 平野稔
- 山室理紗（推理小説作家） - 奈月ひろ子
- 中島真一（路子の恋人） - 海部剛史
- 小野田真弓（理紗の秘書） - 岩下夏海
- 岡本治（編集者） - 門田俊
- あや乃（芸者） - 星由里子
- 野添源一郎（野添興業 社長） - 高品剛
- 野添鉄也（野添の息子） - 松永博史
- 野々村（大聖寺警察署 警部補） - 新藤栄作
- 内村久江（野添家の住み込み家政婦） - 元井須美子
- 野本（野本漆器工房 経営者） - 須永慶
- ゆめ乃（芸者） - 楠城華子
- 山中温泉の女将 - 城月美穂

第12作「“女王が殺される”と死体が囁いた！」（2003年）
- 羽川みどり（歌人・かるたクイーン） - 秋本奈緒美
- 松原修次（みどりのマネージャー） - 加納竜
- 高木玲（かるた選手・坊っちゃん団子「扇屋」店員） - 大塚ちひろ
- 田島沙也（かるた選手） - 及川麻衣
- タエ子（道後温泉「ホテル葛城 はなゆづき」仲居） - 榊原めぐみ
- 本郷進（私立探偵） - 佐野圭亮
- 小田川要（小田川蝋燭店 主人） - 市原清彦
- 高木一郎（玲の叔父・扇屋 主人） - 山崎満
- マツ子（道後温泉「ホテル葛城 はなゆづき」仲居頭） - 山村紅葉
- 田島和江（沙也の母・元かるた選手） - 菅井きん
- 園川（四国かるた協会 職員） - 久保晶
- 清水（松山東警察署 警部） - 若林豪

第13作「私は殺された！三回忌に死者からの遺言状」（2003年）
- 川田雅彦（福井中央大学 古生物学研究室 助教授） - 坂上忍
- ウメ子（芦原温泉「清風荘」仲居頭） - 山村紅葉
- 三村進（化石ハンター） - 津村鷹志
- 水沢尚子（福井中央大学 古生物学研究室 職員） - 坂上香織
- 川田悠子（川田の妻） - 中村綾
- ナオミ（芦原温泉「清風荘」仲居） - 榊原めぐみ
- 千代菊（芸者） - 細木美和
- 遠山（弁護士） - 浜田光夫
- 香山茂（竹人形作家） - 石立鉄男
- 大滝晃一（北陸大学 教授） - 長門裕之
- 板前 - 古川真司
- 南木（福井県金津警察署 警部） - 若林豪

第14作「南紀白浜 夕焼け小焼け 復讐の連続殺人」（2004年）
- 川北美子（川北の妻・介護福祉師・夕焼け同好会のメンバー） - 大路恵美
- 坂井伸吾（和歌山不動産 鑑定士・夕焼け同好会のメンバー） - 西沢利明
- 滝川修次（フリーライター・夕焼け同好会のメンバー） - 秋間登
- 浜崎一郎（夕焼け同好会 会長） - 茂木和範
- 広沢貢（公認会計士・夕焼け同好会のメンバー） - 野村信次
- 石川（刑事） - 弓田真好社
- ノブ子（南紀白浜温泉「むさし」仲居頭） - 千うらら
- フサ子（南紀白浜温泉「むさし」仲居） - 松下恵
- タキ子（南紀白浜温泉「むさし」仲居） - 久保田磨希
- 坂井キョウコ（坂井の妻） - 野田浩子
- 小早川 - 家辺隆男
- 川北晃一（医学部脳神経外科 助教授・夕焼け同好会のメンバー） - 橋爪淳
- 会員 - 藤野玉江
- 野田（警部） - 若林豪

第15作「京都〜琵琶湖、殺人同窓会 卒業記念のタイムカプセルに秘められた動機の謎・謎・謎！」（2005年）
- 野上温子（ピアニスト・堅田第二中学校 卒業生・中川有作の級友） - 中村久美（中学生：藤原真季子）
- 村中佑子（クラブのママ・堅田第二中学校 卒業生・中川有作の同級生） - 一色彩子（中学生：岡山奈津子）
- 尾崎実（佑子のパトロン） - 山本紀彦
- 松井京平（琵琶湖汽船の船長・堅田第二中学校 卒業生・中川有作の級友） - 前田耕陽（中学生：中野俊平）
- 富岡浩一（富岡佃屋店主人・堅田第二中学校 卒業生・中川有作の級友） - 青山勝
- 加島伸次（前科者・堅田第二中学校 卒業生・中川有作の同級生） - 小沢和義
- 時田貢（滋賀県立大学 助教授・堅田第二中学校 卒業生・中川有作の級友） - 前田淳
- マツ子（「琵琶湖グランドホテル京近江」仲居） - 久保田磨希
- ウメ子（「琵琶湖グランドホテル京近江」仲居） - 松下恵
- 田中久雄（「琵琶湖グランドホテル京近江」従業員・堅田第二中学校 元校務員） - 江藤漢斉
- 居酒屋店主 - 丸山貴子
- 検視官 - 三矢家ゆうじ
- 鑑識係 - 松井克之
- 野上家を知る人物 - 加勢功
- 級友 - 鳥井美由季
- 警備員 - 森山剛
- 上田吉之介（堅田第二中学校 元教師） - 桂小金治

第16作「湯けむり城崎温泉 自殺した夫が生きていた！月の砂漠に怨念!? 砂まみれの二つの死体に謎」（2006年）
- 牧村紳一（伸子の夫） - 篠田三郎
- 牧村結花（牧村と伸子の娘） - 浅香友紀（幼少期：山田莉央）
- ウメ子（城崎温泉「ホテルブルーきのさき」仲居） - 久保田磨希
- 藤木理恵（城崎温泉「ホテルブルーきのさき」宿泊客） - 白木万理
- 石田茂（石田不動産 社長） - 福島剛
- マツ子（城崎温泉「ホテルブルーきのさき」仲居） - 豊岡真澄
- 野田悠子（スナック「夢」ママ） - 牛尾田恭代
- 棚下雄吉（棚下金融 社長） - 菊地聡
- 城崎西警察署 刑事 - 桜木誠
- 相沢和男（兵庫県議会議員） - 江藤潤
- 大川 - 桑原良二
- 支配人 - 高見健
- 玄武洞売店 店員 - 植栗芳樹
- 営業主任 - 田代光春
- 牧村伸子（かみや民藝店 主人） - 川島なお美

第17作「飛騨高山 幻の名酒連続殺人!! 冷やされた死体の謎…」（2006年）
- 柳下鈴子（小料理「酒林」女将） - 国生さゆり（幼少期：堀江優華）
- 小野徹（日本酒コンサルタント） - 冨家規政
- 島田紀之（島田酒造 蔵元） - 松澤一之
- 高山中央警察署 刑事 - 一條俊
- 藤巻玄太郎（作家・「高山観光ホテル」宿泊客） - 中山克己
- 岩崎耕平（池上酒造 番頭） - 本多晋
- 熊谷達也（池上酒造 従業員） - 出口高司
- 辻潔（辻酒店 社長） - 樽沢勇紀
- 飛騨新酒鑑評会 審査員 - 山口竜央
- 辻陽子（辻の妻） - 瀬川寿子
- 池上芳雄（池上酒造 蔵元） - 竜雷太
- 江上酒造 先代の妻 - 岩井久美子
- 鈴子の母 - おぐりまさこ
- 観光客のカップル - 越川光男、宮嶋麻衣
- 由美（コンパニオン） - 大湯ミホ
- 池上幸恵（池上の娘） - 遠野凪子

第18作「出雲〜玉造温泉 縁結び連続殺人事件!!」（2007年）
- 戸田佐和子（Bar「Kei」ホステス） - さとう珠緒
- 高野千佳（日御碕神社の巫女） - 大谷允保
- 須藤健一（江美子の夫・島根県議会議員 立候補者） - 四方堂亘
- 江川正行（勾玉職人・千佳の幼馴染） - 福井博章
- 筒井洋二（代議士） - 小沢象
- 黒沢（無職・須藤の後輩） - 小林健
- 秋山真也（トラック運転手） - 佐藤祐一
- 田島恵子（Bar「Kei」ママ） - 今陽子
- 高野修司（千佳の父・故人） - 長久博行
- 須藤江美子（筒井の娘） - 岡﨑美知子
- 松村園子（玉造温泉「ホテル玉泉」仲居） - 萩尾みどり

第19作「秘湯大牧温泉〜旅グルメ番組殺人事件!!」（2008年）
- 橘亜紀（市の観光センター職員） - 遊井亮子
- 江藤修二（亜紀の元夫・彫刻家） - 池田政典
- 永芳閣の女将 - 山田スミ子
- 松子（「大牧温泉観光旅館」仲居） - よしこさん
- 藤崎ユミ（新進女優） - 大西麻恵
- 梶一平（高岡北警察署 警部補） - 石井英明
- 芳賀文枝（玲子とユミの所属事務所社長） - 山口果林
- 今井隆二（カメラマン） - 関貴昭
- 塚原仁（劇作家） - 津村和幸
- 高木勲（番組スタッフ） - 山口竜央
- レストラン店員 - 瀬川寿子
- 江藤翔太（亜紀の息子・故人） - 丸山歩夢
- 結城玲子（女優） - 夏樹陽子

第20作「九州別府〜雲仙〜湯布院 温泉地獄連続殺人事件」（2009年）
- 稲葉香織（稲葉の妻・中川有作の高校時代の野球部仲間） - 熊谷真実
- 月岡紘子（「雲仙湯元ホテル」若女将） - 一色彩子
- 柴田孝之（土地開発会社経営・中川有作の高校時代の野球部仲間） - 篠塚勝
- 麻生惠子（「ホテル水稜」若女将） - 大家由祐子
- 刑事 - 菊池均也
- 林田聡子 - 今本洋子
- 月岡透（紘子の夫・中川有作の高校時代の野球部仲間） - 羽場裕一
- 橋本忠雄（高校の野球部監督） - 勝部演之
- 林田真希（高校の事務員・中川有作の高校時代の野球部仲間） - 田中美奈子
- 稲葉幸一（土産物屋の主人・中川有作の高校時代の野球部仲間） - 布施博

#### 第21作 - 第30作（2009年 - 2019年）
第21作「会津若松〜復元された飾り重箱に連続殺人の秘密!! 真犯人は「氷の足跡」を残した!?」（2009年）
- 澤田ゆかり（芦ノ牧温泉「大川荘」生け花係） - 北原佐和子
- 石井哲司（蒔絵師） - 嶋田久作
- 西岡史恵（石井の恋人・会津漆器協会 事務員） - 西尾まり
- 宇野久雄（古美術商） - 河原さぶ
- 梅平（猪苗代中央警察署 警部補） - 飯田基祐
- 辻邦彦（代議士の息子） - 松永博史
- 相沢健一（刑事） - 石井テルユキ
- 石井紀子（石井の妻・故人） - もたい陽子
- 竹本夏希（綾子の娘） - いとうあいこ
- 竹本綾子（竹本漆器店 社長） - 黒田福美

第22作「花巻温泉郷〜殺人は下校チャイムで始まった!! 白骨死体と駆け落ちした女」（2011年）
- 伊藤直子（宮沢賢治イーハトーブ館 職員・花巻星北学園小学校 卒業生） - 中山忍（9歳：今井風花）
- 門倉あゆみ（童話作家・花巻星北学園小学校 元児童） - 宮本真希（9歳：小林里乃）
- 葉山陽一（あゆみの夫・葉山出版 社長） - 遠山俊也
- 鈴木隆（直子の婚約者・南部鉄器店の跡取り） - 萬雅之
- 熊（岩手県花巻中央警察署 刑事） - 西條義将
- 宮下芳雄（岩手県花巻中央警察署 元巡査長・25年前失踪） - 坪内守
- 岩手県花巻中央警察署 刑事 - 山口竜央
- 榎本好江（直子と隼人の母・税理士） - 藤真利子
- 伊藤隼人（直子の兄・25年前死亡） - 石田愛希
- 森田圭子（花巻星北学園小学校 校長） - 丘みつ子

第23作「滋賀おごと温泉〜盗まれた琵琶湖の謎!! 疑惑の女は遠隔操作で殺される!?」（2012年）
- 立花秀雄（画家・婿養子） - 鶴見辰吾（高校生：倉本発）
- 立花晴美（立花の妻） - 中島ひろ子
- 相沢千恵 - 高林由紀子
- 笹木まどか（琵琶湖新報の記者） - 濱田万葉
- 梅子（雄琴温泉「びわ湖花街道」仲居） - 氏家恵
- 牛久保（刑事） - 救仁郷将志
- リフォーム業者 - 山口竜央
- 二宮藤子（画家） - 根本りつ子（美大生時代：柊子）
- 相沢緋沙子（千恵の娘・故人） - 恒吉梨絵
- 平井次郎（写真館店主・元高校教師） - 下條アトム

第24作「山形鶴岡〜映画村誘拐殺人 炎の密室に閉じ込められた真犯人!!」（2012年）
- 古田希（「女性画報」編集者） - 芳本美代子
- 黒川真弓（フリーカメラマン・加奈子の従姉妹） - 山口香緒里
- 安藤沙紀（慶子の娘・女子大生） - 多岐川華子
- 樋口勝（トラック運転手） - 小沢和義
- 青木芳江（樋口の元妻・さかた海鮮市場の従業員） - 中原果南
- 園山幸子（山王くらぶ 経営者） - 松井紀美江
- 井上加奈子（ひなみ保育園 元保育士） - 奈良崎まどか
- 菅原智子（西が丘総合病院 看護師） - 井村空美
- 料亭「香梅苑」支配人 - 山上賢治
- 田中（東京西警察署 刑事） - 山口竜央
- レポーター - 桜川博子
- 安藤グループ 社長秘書 - 竹内希実
- 竹子（あつみ温泉「萬国屋」仲居） - 鯉迫ちほ
- 安藤慶子（安藤グループ 社長） - 池上季実子
- 鈴木優太（希の息子・故人） - 西本晴紀
- 樋口さくら（樋口と芳江の娘・故人） - 花田鼓

第25作「鹿児島指宿〜フルムーン旅行連続殺人 茶会の夜に疑惑の客たち」（2013年）
- 渡辺亜希子（泉の秘書） - 大路恵美
- 大重辰夫（元警視庁刑事） - 深水三章
- 嶋田龍哉（理恵の弟・強盗傷害事件の指名手配犯） - 猪狩賢二（6歳：間中颯良）
- 田中志穂（幸子の母・故人） - 重田千穂子
- 嶋田和代（理恵と龍哉の母） - 笹峯愛
- 泉航平（泉コーポレーション 社長） - 宅麻伸
- 警備員 - 山口竜央
- 理恵と龍哉の父 - 稲葉大助
- 料金所の係員 - 本田誠人
- 嶋田理恵（フラワーショップ店主） - 高橋かおり（幼少期：清水らら）
- 泉幸子（泉の妻） - いしのようこ

第26作「日光鬼怒川温泉〜殺意のライン下り!! 強奪された1億円と消えた第三の女!?」（2013年）
- 八木佳織（貴文の妻） - 相田翔子
- 水野聖子（鬼怒川クラブのインストラクター） - 村井美樹
- 柳瀬肇（警視庁捜査一課 警部） - 冨家規政
- 鏡敬三（鬼怒川警察署 鑑識課員） - 螢雪次朗
- 田崎友実恵（田崎出版 社長） - 比企理恵
- 緒方マリ（俊一の妻・美容師） - 黒坂真美
- 八木貴文（日丸警備保障 元警備員・7年前失踪） - 八代真吾
- 緒方俊一（日丸警備保障 元警備員・故人） - 伊藤俊彦
- 遠藤耀子（鬼怒川クラブ 社長） - 田中美奈子
- 新聞記者 - 山口竜央、和知大祐
- 八木春斗（貴文と佳織の息子） - 田口翔大
- 八木光代（貴文の母・コーヒーショップサワー 店主） - 萩尾みどり

第27作「四国香川〜初夜に殺された瀬戸の花嫁!! お遍路参りで完全犯罪トリック!?」（2014年）
- 工藤悦子（弁護士・中川美奈の親友） - 高橋ひとみ
- 二階堂弥生（りさの母・潔の娘） - 遊井亮子
- 竹内祐輔（真子の新郎・屋島流通 社員） - 斉藤陽一郎
- 竹内真子（悦子の妹・会社員） - 大谷みつほ
- 二階堂潔（二階堂総合物産 社長） - 藤田宗久
- 琴平中央警察署 刑事 - 井俣太良
- 太田静江（聡の母・しおさいの里学園 園長・元小学校教師） - かとうかず子
- 宮地功男（二階堂総合物産 社員） - 山口竜央
- 太田聡（二階堂りさ誘拐殺人事件の容疑者 → 公判中に自殺・二階堂総合物産の取引先の元営業マン） - 諒太郎
- 二階堂りさ（3年前の誘拐殺人事件の被害者） - 岩田陽菜
- 春日井淳一（通販会社社長・屋島流通 元社員） - 西村和彦

第28作「札幌定山渓温泉〜スイーツフェアで連続殺人!! 人気パティシエに二重殺人の疑惑!?」（2014年）
- 西村妙子（城戸のチーフアシスタント） - 雛形あきこ（幼少期：嶋村心杏）
- 三上久恵（三上の妻） - あめくみちこ
- 城戸礼二（パティシエ） - 岡田浩暉
- 江口辰彦（三上の秘書） - 飯田基祐
- 結城大次郎（北海道議会議員） - 高岡健二
- 三上進也（三上の息子） - 萬雅之
- 矢部直人（北海道新報の記者） - 佐伯新
- 弘子（さやかの祖母） - 上岡紘子
- 西札幌警察署 刑事 - 載寧龍二
- 苫小牧修（人事部長） - 山口竜央
- 手塚潤平（元社員） - 辞本直樹
- 吉井暁（北海道警察本部捜査一課 刑事） - 内藤剛志
- 田島稔（田島洋菓子店 店主） - 大門裕明
- 田島和美（田島の妻） - 福地美乃
- 定山渓温泉「定山渓ビューホテル」仲居 - 小林千晴
- 窪田保幸（刑事） - 佐藤峻
- パティシエ - 山崎大昇
- 吉井さやか（吉井の娘） - 菊地莉冴
- 三上庸一（パティスリーミカミ 社長） - 目黒祐樹

第29作「九谷焼展示会で連続殺人!! “聖地巡礼”の写真に殺人トリック!?」（2015年）
- 若田玲（若田と早苗の娘・アニメ作家） - 平山あや（幼少期：沢野井琉加）
- 石川咲子（和倉温泉「のと楽」仲居） - 東風万智子（幼少期：石田るるか）
- 沢井雄一（ネット記者） - 榊英雄
- 野村優奈（石川県和倉警察署 刑事） - 森脇英理子
- 塚本久（塚本画廊の美術商） - 山田明郷
- 若田竜二（藪下の元弟子・故人） - 久松信美
- 結香（和倉温泉「のと楽」仲居） - 河村美咲
- 薮下弘敏（九谷焼作家） - 寺田農
- 薮下早苗（薮下の後妻・若田の元妻） - 床嶋佳子

第30作「九州別府〜湯布院 地獄巡り連続殺人!! 母の墓前の赤いバラに完全犯罪トリック!?」（2019年）
- 富山浩介（老人ホーム経営 クラシックステージ 社長） - 野村宏伸（幼少期：西谷優人）
- 富山浩二郎（クラシックステージ 開発部長・浩介の腹違いの弟） - 内田朝陽（幼少期：池永魁人）
- 三波（大分県別府中央警察署 刑事） - 遠藤要
- 浜谷直樹〈35〉（フリーライター） - 寿大聡
- 水野信也（クラシックステージ福岡 元介護士・半年前から行方不明） - 平野貴大
- 立花豊〈36〉（久雄の甥・無職） - 藤原シンユウ
- 小巻（別府温泉「杉乃井ホテル」仲居） - 河村美咲
- 智恵子（別府温泉「杉乃井ホテル」仲居） - 岩本えり
- 赤塚静雄（かすり庵 従業員） - 後藤和博
- 富山千代子（浩二郎の母で浩介の義母・故人） - 白土直子
- 土井琢磨（別府海浜砂湯 経営者） - 鎌田伸一
- 春日（医師） - 衣笠邦彦
- 立花久雄（クラシックステージ福岡 入居者） - 馬島而朗
- 鑑識 - 青座雄一郎
- 現場監督 - 由川善敬
- 作業員 - 元山昇
- 水野塔子（信也の妻・別府海浜砂湯 従業員・元「杉乃井ホテル」仲居） - 中山忍

## スタッフ
- 脚本 - 長野洋、宇都宮郁代、安本莞二、福島治子、奥村俊雄、塩田千種、安井国穂
- 音楽 - 小宮氷十三
- 監督 - 岡本弘、合月勇、伊与田一雄、日高武治、寺山彰男、上杉尚祺、児玉宜久、新村良二、池添博
- 現プロデューサー - 佐藤凉一（テレビ朝日）、渡辺良介（大映テレビ）、碓井祐介（大映テレビ）
- 旧プロデューサー
  - テレビ朝日 - 塙淳一、松本基弘、田中芳之、島袋憲一郎、三輪祐見子
  - 大映テレビ - 柳田博美、野木小四郎、中間正成、長坂淳子、木村康信、佐野奈緒子、中村純子
- 制作 - テレビ朝日、大映テレビ

## 放送日程
- 第22作は東北地方太平洋沖地震のために2011年3月26日の放送予定から変更となった。
- 第24作は21時00分から23時06分までの15分拡大放送。
- 第25作より21時00分から23時06分の通常放送。
- 第30作は当初2017年2月25日の『土曜プライム・土曜ワイド劇場』にて放送予定だったが、違法賭博報道により謹慎処分となった遠藤要が出演したため放送を当面延期となっていたが[78][注 10]、遠藤はその後所属事務所を解雇されたことにより、事実上の放送中止となりシリーズも一旦凍結されていたが、2019年3月3日より再開、同日の『日曜プライム』にて初放送と相成った。

| 話数 | 放送日         | サブタイトル                                                                               | 脚本       | 監督       | 視聴率 |
| ---- | -------------- | ------------------------------------------------------------------------------------------ | ---------- | ---------- | ------ |
| 1    | 1994年07月30日 | 山陰・城崎〜女3人死体連れ                                                                  | 長野洋     | 岡本弘     | 17.6%  |
| 2    | 1995年02月11日 | 九州 別府〜血の池地獄に死体の忘れ物！                                                      | 長野洋     | 合月勇     | 19.9%  |
| 3    | 7月29日        | 北陸金沢〜山中温泉 謎の女は死体でチェックアウト                                            | 長野洋     | 合月勇     | 13.4%  |
| 4    | 1996年02月10日 | みちのく飯坂温泉 若女将が見た誘拐の意外な結末！                                            | 宇都宮郁代 | 合月勇     | 15.8%  |
| 5    | 7月27日        | 北海道〜登別の怪しい心中死体！夜の地獄谷で殺しの待ち合わせ…                                | 宇都宮郁代 | 合月勇     | 14.0%  |
| 6    | 1997年05月03日 | 長崎 島原 普賢岳 宿泊客の中に真犯人がいる！死体が嘘をついた理由                            | 宇都宮郁代 | 伊与田一雄 | 16.5%  |
| 7    | 1998年03月14日 | 能登半島 披露宴から消えた花嫁の死体が！                                                    | 宇都宮郁代 | 日高武治   | 13.6%  |
| 8    | 2000年05月13日 | 不倫の汚名をきせられて…琵琶湖クルーザーに女の密室死体                                      | 宇都宮郁代 | 寺山彰男   | 17.3%  |
| 9    | 12月30日       | 〜四国琴平温泉〜時価一億円の茶器が招くトリプル殺人！ 復讐？不倫？瀬戸大橋に第三の真犯人が… | 安本莞二   | 上杉尚祺   | 10.2%  |
| 10   | 2002年04月13日 | 下呂温泉〜飛騨高山 失踪した宿泊客 雪山の白骨死体が三重完全犯罪をあばく…！真犯人に50%の罠を | 安本莞二   | 上杉尚祺   | 16.6%  |
| 11   | 10月12日       | 加賀山代温泉〜東尋坊 永平寺に殺意の哀歌 密室トリックが解く影笛の謎                         | 安本莞二   | 合月勇     | 17.2%  |
| 12   | 2003年04月12日 | “女王が殺される”と死体が囁いた！                                                           | 安本莞二   | 合月勇     | 17.6%  |
| 13   | 10月04日       | 私は殺された！三回忌に死者からの遺言状                                                     | 安本莞二   | 合月勇     | 10.8%  |
| 14   | 2004年05月01日 | 南紀白浜 夕焼け小焼け 復讐の連続殺人                                                       | 安本莞二   | 岡本弘     | 12.1%  |
| 15   | 2005年07月23日 | 京都〜琵琶湖、殺人同窓会 卒業記念のタイムカプセルに秘められた動機の謎・謎・謎！            | 安本莞二   | 合月勇     | 15.2%  |
| 16   | 2006年06月03日 | 湯けむり城崎温泉 自殺した夫が生きていた！ 月の砂漠に怨念!? 砂まみれの二つの死体に謎        | 安本莞二   | 合月勇     | 16.0%  |
| 17   | 10月14日       | 飛騨高山 幻の名酒連続殺人!! 冷やされた死体の謎…                                            | 福島治子   | 合月勇     | 14.3%  |
| 18   | 2007年04月14日 | 出雲〜玉造温泉 縁結び連続殺人事件!!                                                        | 奥村俊雄   | 合月勇     | 13.3%  |
| 19   | 2008年06月28日 | 秘湯大牧温泉〜旅グルメ番組殺人事件!!                                                       | 福島治子   | 合月勇     | 13.6%  |
| 20   | 2009年05月09日 | 九州別府〜雲仙〜湯布院 温泉地獄連続殺人事件                                                | 福島治子   | 合月勇     | 14.4%  |
| 21   | 10月24日       | 会津若松〜復元された飾り重箱に連続殺人の秘密!! 真犯人は「氷の足跡」を残した!?              | 福島治子   | 合月勇     | 12.5%  |
| 22   | 2011年05月28日 | 花巻温泉郷〜殺人は下校チャイムで始まった!! 白骨死体と駆け落ちした女                        | 福島治子   | 児玉宜久   | 14.4%  |
| 23   | 2012年04月28日 | 滋賀おごと温泉〜盗まれた琵琶湖の謎!! 疑惑の女は遠隔操作で殺される!?                        | 福島治子   | 合月勇     | 12.9%  |
| 24   | 8月11日        | 山形鶴岡〜映画村誘拐殺人 炎の密室に閉じ込められた真犯人!!                                  | 福島治子   | 合月勇     | 12.2%  |
| 25   | 2013年05月04日 | 鹿児島指宿〜フルムーン旅行連続殺人 茶会の夜に疑惑の客たち                                  | 福島治子   | 合月勇     | 13.2%  |
| 26   | 8月24日        | 日光鬼怒川温泉〜殺意のライン下り!! 強奪された1億円と消えた第三の女!?                       | 福島治子   | 新村良二   | 10.6%  |
| 27   | 2014年03月01日 | 四国香川〜初夜に殺された瀬戸の花嫁!! お遍路参りで完全犯罪トリック!?                        | 福島治子   | 合月勇     | 10.5%  |
| 28   | 9月13日        | 札幌定山渓温泉〜スイーツフェアで連続殺人!! 人気パティシエに二重殺人の疑惑!?                | 福島治子   | 合月勇     | 11.0%  |
| 29   | 2015年08月01日 | 九谷焼展示会で連続殺人!! “聖地巡礼”の写真に殺人トリック!?                                  | 塩田千種   | 池添博     |        |
| 30   | 2019年03月03日 | 九州別府〜湯布院 地獄巡り連続殺人!! 母の墓前の赤いバラに完全犯罪トリック!?                 | 安井国穂   | 児玉宜久   |        |

- 視聴率はビデオリサーチ調べ、関東地区・世帯・リアルタイム。